# فوتاباشا
فوتاباشا (به ژاپنی: (株式会社双葉社 Kabushiki Gaisha Futabasha) یک شرکت نشر است که در دفتر آن در شینجوکو-کو، توکیو، توکیو، ژاپن قرار دارد. 